# Mama Do (Uh Oh, Uh Oh)
A Mama Do (Uh Oh, Uh Oh) (más néven Mama Do) az angol énekes-dalszerző, Pixie Lott első kislemeze a Turn It Up (2009) debütáló albumáról. A dalt Mads Hauge és Phil Thornalley írta, ami 2009. június 6-án digitálisan, majd 2009. június 8-án CD kislemez formában is megjelent.

## Háttér
A dalt Mads Hauge (Natasha Bedingfield - Soulmate) és Phil Thornalley (Natalie Imbruglia - Torn) írta, illetve ők a producerek is.
A Mama Do (Uh Oh, Uh Oh) arról szól, hogy egy tizenéves lány a szülei tudta nélkül elszökik otthonról, hogy találkozzon egy fiúval.
Lott a Digital Spynak így nyilatkozott:
"Ez a dal arról szól, hogy kisettenkedek a házból, hogy lássam a nagy Ő-t, a szüleim tudta nélkül. Ez egy igazi remek szám, ami illik a koromhoz. Volt néhány alkalom, amikor elmentem éjjel otthonról, de nem mondtam meg az anyámnak és az apámnak."

## Megjelenés
A kislemez kiadásához készítettek egy B-oldalt is, amin olyan felvételek kaptak helyet, mint a Want You vagy az Use Somebody, ami a Kings of Leon zenekar egyik dalának átdolgozott verziója. A szám népszerűsége olyan nagy volt, hogy felkerült az UK Singles Chart 52. helyére is, valamint különböző válogatásalbumon is megjelent: Bouncemania, Bravo Hits 67, Now That's What I Call Music! 73, Just Dance - The Biggest Pop and Dance Hits, Bravo Black Hits Vol. 21, Ö3 Greatest Hits Vol. 47, Hit Connection 2009.3, MNM Big Hits 2009.3.
Pixie rengeteg műsorban promotálta első slágerét: Live Lounge, Freshly Squeezed, Sound, Totally Saturday, Loose Women, GMTV.
A nagy sikerrel való tekintettel felkérték, hogy a The Sims 3 játékban énekelje el a Mama Do (Uh Oh, Uh Oh)-t simlish nyelven.

## Fogadtatás
Ruth Harrison (FemaleFirst.co.uk) pozitívan értékelte a dalt:
"Miss Pixie Lott bemutatkozó kislemeze elmeséli izgalmas történetét a tizenéves korosztálynak. Bár azt kérdezi, vajon mit tenne az anyukája, ha megtudná, mit is csinál valójában, de mókás az egész... Ez a szám az, amire szükségünk van ezen a nyáron. Olyan, mint egy szelet pop rágógumi."
Daniel Wilcox (411mania.com) úgy írta le a dalt, mint:
"Egy elegáns és kifejező szám, mint például Amy Winehouse legnagyobb lemeze, csak erősebb, szexibb és sokkal lenyűgözőbb."

## Fordítás
- Ez a szócikk részben vagy egészben  a   Mama_Do_(Uh_Oh,_Uh_Oh) című angol Wikipédia-szócikk fordításán alapul.  Az eredeti cikk szerkesztőit annak laptörténete sorolja fel. Ez a jelzés csupán a megfogalmazás eredetét és a szerzői jogokat jelzi, nem szolgál a cikkben szereplő információk forrásmegjelöléseként.